# بولشایا اوستیوبا
بولشایا اوستیوبا (انگلیسی: Bolshaya Ustyuba) یک شهرک در شهرستان بوزدیاکسکی باشقیرستان کشور روسیه است.